# 伊日·罗汉
伊日·罗汉（捷克語：Jiří Rohan，1964年12月13日—），捷克男子皮划艇运动员。他曾代表捷克斯洛伐克、捷克参加1992年和1996年夏季奥林匹克运动会皮划艇比赛，获得二枚银牌。